# Sint-Josephkerk (Brunssum)
De Sint-Josephkerk is een kerkgebouw in Brunssum in de Nederlandse provincie Limburg. De kerk staat aan de Boerhavestraat in het oostelijk deel van de plaats.
De kerk werd opgedragen aan Sint-Joseph.

## Geschiedenis
In 1956 werd de H. Jozefparochie opgericht op de grens van de mijnwerkerskolonie De Egge en een nieuwe te bouwen buurt en maakte men gebruik van een noodkerk.
Op 10 augustus 1959 begonnen de bouwwerkzaamheden van de nieuwe kerk naar het ontwerp van architect A. Schwencke en in 1960 was de kerk klaar.

## Opbouw
Het niet-georiënteerde gebouw is een kruisvormige kerk met twee dwarsbeuken. Het heeft een betonskelet van verticale pijlers en dwarsbalken met glas ertussen en andere muren zijn in baksteen opgetrokken. Het dak wordt gedragen door een zware kruisbalk met het hoogste punt boven die viering.